# The Fields of Athenry
The Fields of Athenry (Pola Athenry) – irlandzka ballada folkowa napisana w 1970 roku przez Pete’a St. Johna. Wersja Danny’ego Doyle’a z 1979 osiągnęła pierwsze miejsce na irlandzkiej liście przebojów.
Utwór opisuje historię fikcyjnej postaci, Irlandczyka Michaela, pochodzącego z miejscowości Athenry. Podczas klęski głodu w Irlandii w połowie XIX wieku za kradzież jedzenia dla swojej głodującej rodziny został skazany na zsyłkę do Australii. W tekście piosenki wspomniana jest Botany Bay – błędnie uważana w ówczesnej Irlandii za miejsce cumowania statków ze skazańcami przypływającymi do Sydney. To przywleczona z zewnątrz kraju ziemniaczana zaraza spowodowała falę głodu, która pochłonęła prawie półtora miliona osób i przyczyniła się do największej fali emigracji w historii Irlandii.
The Fields of Athenry od 1990 roku został przyjęty przez irlandzkich fanów piłki nożnej jako ich hymn. Stał się także utworem wykonywanym przez irlandzkich kibiców podczas innych wydarzeń sportowych (m.in meczów rugby). Na Mistrzostwach Europy w piłce nożnej UEFA Euro 2012, pod koniec meczu fazy grupowej Irlandii z Hiszpanią, irlandzcy kibice zaczęli śpiewać tę balladę w 83. minucie meczu. W tym momencie Hiszpania prowadziła 4:0, pozbawiając Irlandię szans na awans do dalszych rozgrywek. Mimo to fani śpiewali do ostatniego gwizdka sędziego, budząc podziw i komentarze na całym świecie.